# Shingopana
Shingopana songwensis
Genre
Espèce
Shingopana (signifiant « cou large » en swahili) est un genre fossile de dinosaures Sauropoda appartenant aux Titanosauria du Crétacé supérieur (fin du Campanien - début du Maastrichtien) de la formation de Galula (en) en Tanzanie. Les tests phylogénétiques de Gorscak et O'Connor suggèrent que Shingopana est plus étroitement lié à la famille des Titanosauria sud-américains Aeolosaurini qu'à n'importe quel Titanosauria trouvé jusqu'à présent en Afrique du Nord et du Sud. Le genre contient une espèce, Shingopana songwensis,.

## Découverte et dénomination
Une partie de l'holotype, TZ-07, a été découverte en 2002 par des scientifiques affiliés au Rukwa Rift Basin Project, dirigé par Patrick O'Connor et Nancy Stevens. Le reste du squelette a été trouvé au cours des années suivantes. L'holotype a été mentionné en 2011 lorsque le sauropode Aeolosaurus maximus (maintenant Arrudatitan maximus) a été nommé et décrit, [4] et l'espèce Shingopana songwensis a été officiellement nommée en 2017.

## Description
Shingopana était un sauropode Aeolosaurini quadrupède qui aurait atteint jusqu'à 8 mètres de long à l'âge adulte, plus petit que la moyenne des sauropodes.

### Squelette
L'holotype a été endommagé par des trous d'insectes peu après la mort de l'animal.
Shingopana est connu par une mandibule partielle, représentée par l'os angulaire. Shingopana est également connu par quatre vertèbres cervicales ; deux de ces vertèbres avaient des côtes cervicales préservées et une autre côte cervicale isolée. Sur les vertèbres cervicales incomplètement conservées, Shingopana présentait en revanche les restes d'une expansion bulbeuse, qui a probablement contribué à renforcer son cou. Quatre côtes ont été préservées avec l'holotype, mais aucune n'est complète. Les côtes avaient des bords rabattus, mais leur fonction est actuellement inconnue. Un humérus presque complet et un pubis partiel étaient également présents dans l'holotype.

## Classification
Shingopana a été classé dans les Aeolosaurini dès 2011, avant que l'animal ne reçoive un nom.

## Paléoécologie
L'holotype a été découvert dans la formation de Galula du Crétacé supérieur du bassin du rift de Rukwa (en), en Tanzanie. Il aurait coexisté avec les sauropodes Rukwatitan et Mnyamawamtuka, les Mesoeucrocodylia Pakasuchus et Rukwasuchus, le Mammalia Galulatherium, un Notosuchia non nommé, une tortue non nommée, un Theropoda non nommé et deux types de dipneustes (Lupaceradotus et un genre non nommé).